# Nihon Hachi
Nihon Hachi (jap. pszczoła) – japoński motoszybowiec zaprojektowany w 1940 w Nihon Kogata Hikoki KK. Hachi był pierwszym motoszybowcem zaprojektowanym w Japonii, jedyny prototyp powstał w 1941.

## Tło historyczne
W 1937 japoński pilot Kiyoharu Yoshihara założył firmę Nihon Kogata Hikoki Kenkyusho (dosł. japońska pracownia badawcza małych samolotów), która w 1939 została przemianowana na Nihon Kogata Hikoki KK (dosł. japońskie małe samoloty sp. z. o.o.). Głównym projektantem firmy został Akira Miyahara, planowano przede wszystkim projektowanie i budowę szybowców.
Hachi był pierwszym motoszybowcem zaprojektowanym w Japonii.

## Opis konstrukcji
Nihon Hachi był jednosilnikowym motoszybowcem w układzie średniopłata. Szybowiec miał kadłub skorupowy o konstrukcji drewnianej, skrzydła i stateczniki miały także konstrukcję drewnianą krytą płótnem. Pilot znajdował się w całkowicie zamkniętym kokpicie. Napęd szybowca stanowił chłodzony powietrzem, czterocylindrowy, silnik dwusuwowy typu AVA-4H o mocy 28 KM z drewnianym, dwupłatowym śmigłem.
Rozpiętość skrzydeł wynosiła 15 m, ich powierzchnia nośna 15,2 m², długość kadłuba 7,56 m, a wysokość – 1,6 m. Masa własna szybowca wynosiła 257 kg, a maksymalna masa startowa – 341 kg.
Prędkość maksymalna wynosiła 73 węzły, a prędkość lądowania 34 węzły (odpowiednio 135 i 63 km/h), na wysokość 3000 m szybowiec wspinał się 59 minut i 18 sekund, zapas paliwa pozwalał na 60-minutową pracę silnika.

## Historia
Pierwszy i jedyny prototyp tego motoszybowca został ukończony w lutym 1941, w momencie jego rejestracji w Japonii nie istniała osobna kategoria motoszybowców i został on zarejestrowany jako zwykły samolot cywilny, numer rejestracyjny J-BBEA.
Pierwszy lot samolotu odbył się 7 lutego, za jego sterami zasiadał Kiyoharu Yoshihara, który posiadał licencję pilota na samoloty, jak i szybowce. W późniejszym czasie szybowiec używany był przez Japoński Aeroklub Studencki, firma otrzymała zamówienia na dalsze trzy egzemplarze, ale zanim rozpoczęto produkcję Japonia przyłączyła się do II wojny światowej i nie wyprodukowano więcej egzemplarzy tej maszyny.
W późniejszym czasie na zamówienie Cesarskiej Armii Japońskiej w firmie powstał jeszcze szybowiec szkoleniowy Nihon K-12 Chikara i szybowiec bojowy Nihon Kogata Ku-11.